# Arut Parsekian
Arut Parsekian, gr. Αρούτ Παρσεκιάν (ur. 17 kwietnia 1970) – cypryjski zapaśnik, srebrny medalista Igrzysk Wspólnoty Narodów 1994 w Victorii, uczestnik Letnich Igrzysk Olimpijskich 1996. Wicemistrz igrzysk śródziemnomorskich w 1997. Dwukrotny medalista mistrzostw Wspólnoty Narodów.
Podczas igrzysk rywalizował w wadze piórkowej i zajął 10. miejsce, przegrywając z Koreańczykiem Jang Jae-seong wynikiem 2:5.